# 塔拉巴河
塔拉巴河（Taraba River）是西非國家尼日利亞的河流，位於該國東南部塔拉巴州，屬於貝努埃河的支流，河岸的主要經濟活動有漁業和農業，農產品有稻米、甘薯和花生。